# Прянишников, Иван Петрович
Иван Петрович Прянишников (фр. Ivan Pranishnikoff; 3 мая 1841, Гродно, Гродненская губерния, Российская империя — 16 или 17 апреля 1909, Сент-Мари-де-ла-Мер, департамент Буш-дю-Рон (исторический регион Камарг), Третья Французская республика) — русский художник-баталист, акварелист, рисовальщик, французский художник-жанрист, пейзажист, иллюстратор, археолог, краевед и переводчик. Современник более известного художника-передвижника Иллариона Михайловича Прянишникова (1840—1894).

## Биография
Родился в 1841 году в дворянской семье. Не был родственником художника И. М. Прянишникова, который происходил из семьи коммерсанта. 
Отец — Пётр Дмитриевич Прянишников (1803 — не ранее 1852), в молодости, в чине поручика Лейб-гвардии Гренадерского полка, принимал участие в восстании декабристов (1825), за что понёс лишь сравнительно лёгкое наказание (был отправлен на несколько лет сражаться на Кавказ). К моменту рождения сына, служил в Гродно начальником таможни, и в дальнейшем успешно продолжал карьеру таможенного чиновника, с 1852 года — статский советник. 
Отец владел поместьем — селом Макаровка Льговского уезда Курской губернии, однако, постоянно там не жил. Вместо этого семья жила в тех приграничных или приморских городах, куда глава семьи назначался руководить таможней. Это были (последовательно): Гродно, Керчь, Одесса, Таганрог и наконец Завихост Радомской губернии (ныне — Польша). 
У Ивана было по меньшей мере двое братьев, из которых Ипполит Петрович Прянишников (1847—1921) стал оперным певцом (баритоном) и театральным режиссёром (постановщиком опер), а Александр Петрович Прянишников (1854—?) — русским офицером, участником Русско-турецкая войны 1877—1878 годов, и, благодаря удачному браку, владельцем сахарного завода по производству свекловичного сахара в селе Куяновка в окрестностях города Сумы.
Среднее образование Иван Петрович Прянишников получил в Варшаве. Он знал несколько языков, в том числе, английский, французский и польский, увлекался живописью и верховой ездой. 
В возрасте около 17 лет отправился в Рим и поступил в Академию художеств Святого Луки. В Риме познакомился с русским художником Николаем Ге. Затем вступил в армию Джузеппе Гарибальди и принял активное участие в Рисорджименто. В этот период подружился с другими русскими гарибальдийцами — А. А. Бакуниным и Л. И. Мечниковым (родными братьями более известных М. А. Бакунина и И. И. Мечникова соответственно), создал по мотивам своих походных впечатлений множество эскизов и картину «Атака краснорубашечников Гарибальди». В 1862 году посещал Черногорию для участия в боевых действиях против Турции.
После этого вернулся в Россию, где, однако, провёл менее десяти лет: выучился на механика, работал в железнодорожном депо, преподавал живопись в гимназии. В 1871 году уехал в Америку, жил в США и Канаде где работал на строительстве железных дорог и писал имевшие успех акварели. Женился на франко-канадке, вместе с которой в 1879 году переехал в Париж. В Париже был членом «Общества взаимного вспомоществования русских художников в Париже» (в его деятельности участвовали скульптор М. М. Антокольский, художники А. К. Беггров, А. П. Боголюбов,  К. Е. Маковский, А. А. Харламов и др.; каждый — в период своего пребывания в Париже), много писал, особенно лошадей. 
В период правления императора Александра III  и в первые годы правления его сына, Николая II, Прянишников навещал Россию каждое лето, посещал ежегодные манёвры в Красном Селе в окрестностях Санкт-Петербурга и создал множество рисунков, изображающих униформу различных полков русской армии и военный сцены. В этот период он, по некоторым данным, имел официальный статус художника при Главном штабе. Особенно часто посещал Россию в 1887—1894 годах. 
В 1894 году окончательно переехал во Францию, в Камарг — глухую провинцию в составе Прованса, дельту Роны, где выращивали скот и лошадей особой камаргской породы. Там Прянишников выучил провансальский язык и перевёл на него некоторые произведения И. С. Тургенева; некоторые произведения писавшего по-провансальски Фредерика Мистраля он перевёл на русский. Вместе с другим энтузиастом Камарга, маркизом Фолько де Барончеллии (фр.), Прянишников придумал для пастухов камарга «национальный костюм». 
В 1900-е годы изучал мегалитические памятники Камарга, фотографировал их, проводя своеобразную «перепись» сохранившихся мегалитических сооружений, создавал прорисовки изображений, сохранившихся на менгирах, публиковал научные работы по этим вопросам. Стал одним из первых членов Археологического общества Прованса (1904). Проживал в городе Сент-Мари-де-ла-Мер. 
Скончался Прянишников в 1909 году в том же городе и был похоронен на кладбище под изысканным надгробием, украшенным бюстом, который создал русско-еврейский скульптор Леопольд Бернштам (по некоторым данным, в 2000-е годы бюст был украден). На доме в Сент-Мари-де-ла-Мер, где проживал Прянишников, установлена мемориальная доска.

## Судьба наследия
В силу необычности биографии художника, его наследие оказалось разбросано по разным городам и странам. Его фотографии мегалитов хранятся в Музее Арля. Картины и рисунки представлены в музеях Сан-Франциско, Индианаполиса, Государственного Русского музея в Санкт-Петербурге. Коллекцией из нескольких работ Прянишникова, созданных на манёврах в Красном Селе, располагает Исторический музей в Москве. 
После смерти Прянишникова значительная часть его работ была отправлена в Россию, в усадьбу брата. Часть этих работ была утрачена в ходе Революции 1917 года и Гражданской войны, а остальные были реквизированы и отвезены в ближайший музей — Художественный музей города Сумы (ныне Украина). В 1930-е годы в Сумах хранилось около 160 работ художника, однако большинство из них были расхищены немцами в ходе Второй мировой войны. По крайней мере в одном случае, уже в XXI веке, работа Прянишникова из собрания Сумского музея, вывезенная немцами, была позднее обнаружена на иностранном аукционе. Сегодня в Сумском музее хранится 19 работ Прянишникова.

## Галерея

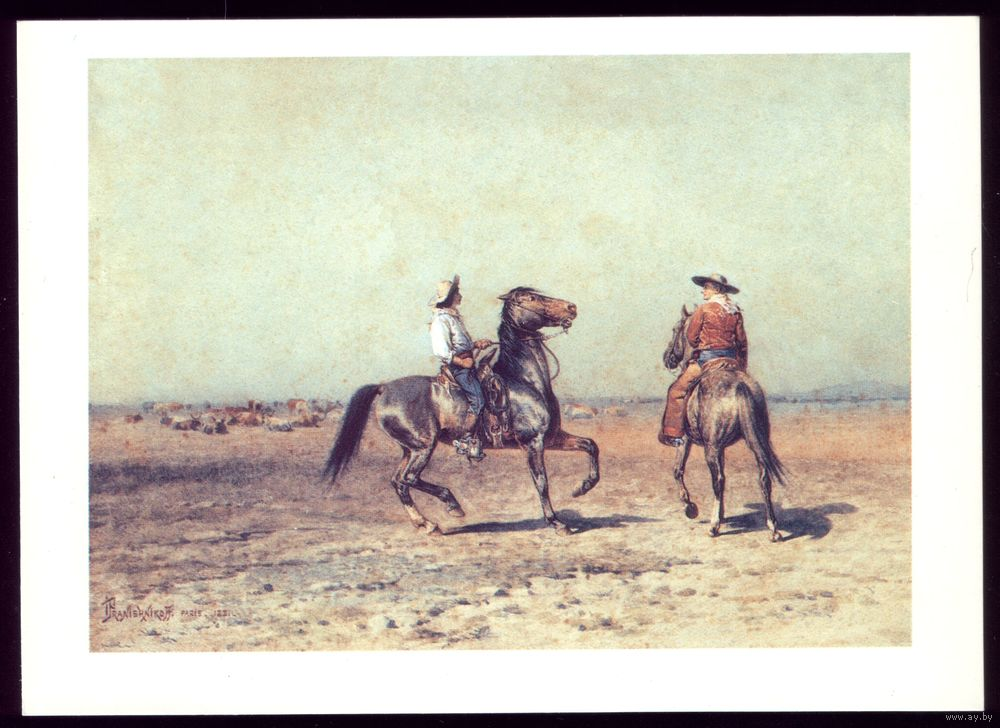
Пастухи Прованса. 1881, бумага, акварель. Национальный художественный музей, Минск
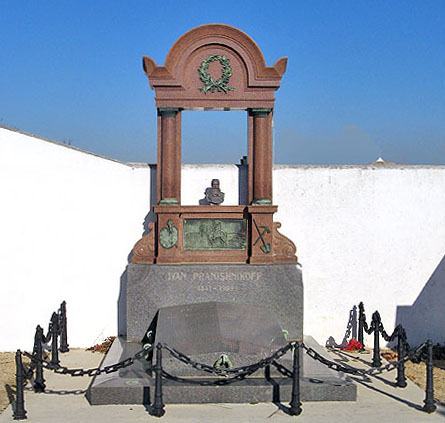
Надгробие Прянишникова, фотография 2007 года

## Основной источник
- Иван Прянишников — что мы знаем о нём